# 앨리스 김
앨리스 김(Alice Kim, 1983년 12월 27일 ~ )은 한국계 미국인으로, 한국 이름은 김용경이다. 그라나다 힐스 고등학교를 졸업했다. 2007년에 개봉한 영화 《넥스트》에 단역으로 출연하였다.
2004년 니콜라스 케이지와 결혼하여 자녀 1명을 두고 있다. 2016년 결혼 12년만에 이혼하며 갈라섰다.